# 森特尼爾 (密歇根州)
森特尼爾（英語：Centennial）是位於美國密歇根州霍頓縣卡柳梅特特設鎮區的一個非建制地區。

## 地理
森特尼爾所處的海拔為高於海平面366米（即1201英呎），而該地所採用的時區為UTC-5，即北美东部時區（EST）。同時該地設有夏令時間，為UTC-5調快一小時，即UTC-4（EDT）。